# 우크라이나-북대서양 조약 기구 관계
우크라이나-북대서양 조약 기구 관계 또는 우크라이나-나토 관계(영어: Ukraine-NATO relations, 우크라이나어: Відносини Україна-НАТО)는 소련이 붕괴하고 우크라이나가 독립하면서 시작되었다.

## 상세

### 1990년대

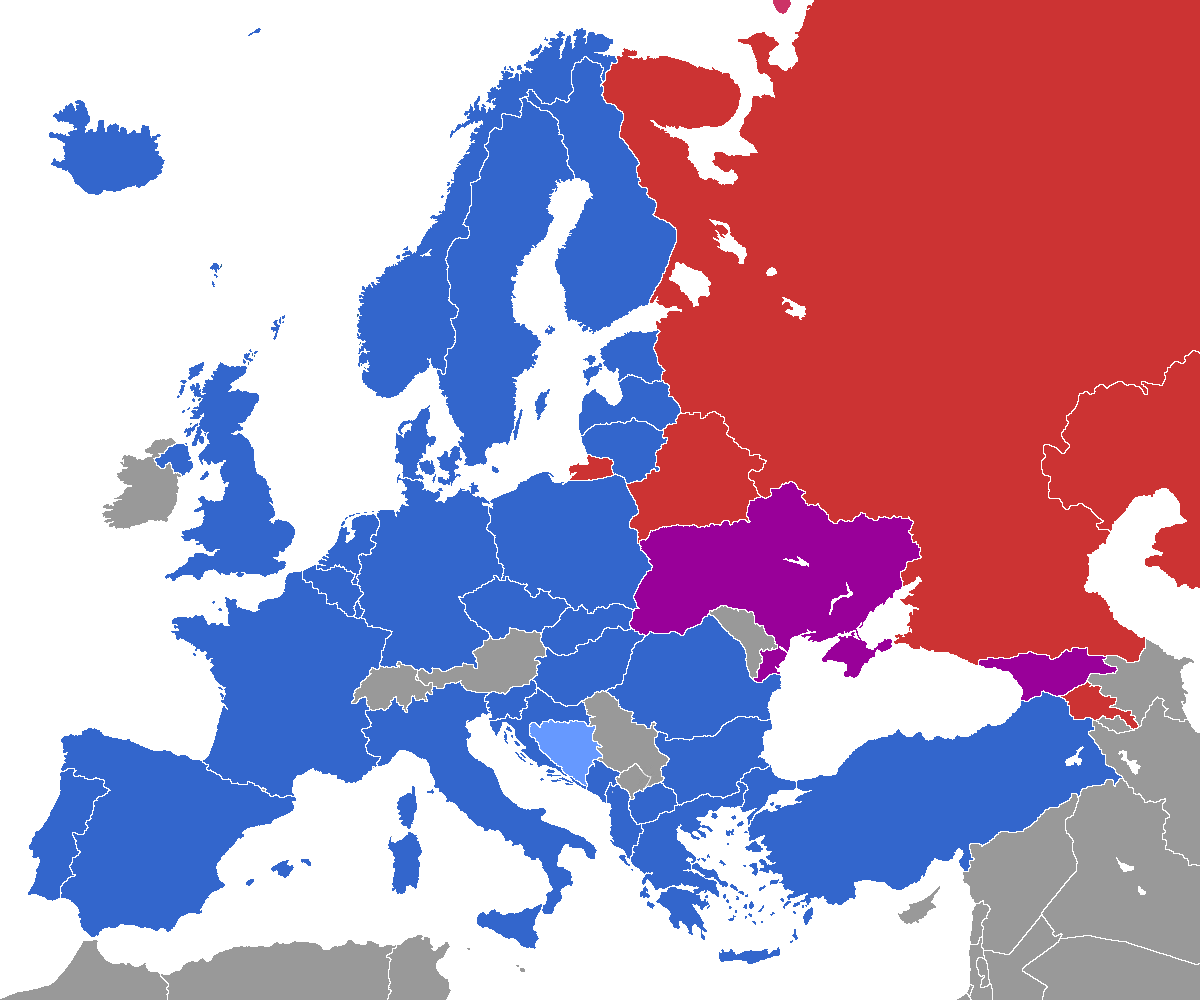
북대서양 조약 기구 국가들과 집단대서양 조약 기구 국가들과 집단 안보 조약 기구 국가들

우크라이나는 독립 이후 북대서양 조약 기구(이하 나토)와 관계를 꾸준히 발전시켜왔다. 나토는 당시 구소련의 위성국들과 관계 증진을 위해 개방정책(Open Door policy)를 발표하고, 평화를 위한 동반자 프로그램(Pfp)을 발족시켰고, 대부분의 위성국들이 여기에 참여하고, 향후 나토 회원국으로 가입하게 된다. 1994년 2월 8일에 우크라이나는 평화를 위한 동반자 관계 수립에 합의하였다. 1997년에는 나토와 우크라이나는 "NATO와 우크라이나의 특별한 동반자관계를 위한 헌장"을 체결하고 공식적인 관계를 수립하였다. 그리고 협력에 필요한 NATO-우크라이나 위원회를 설치하게 된다.

### 2000년대

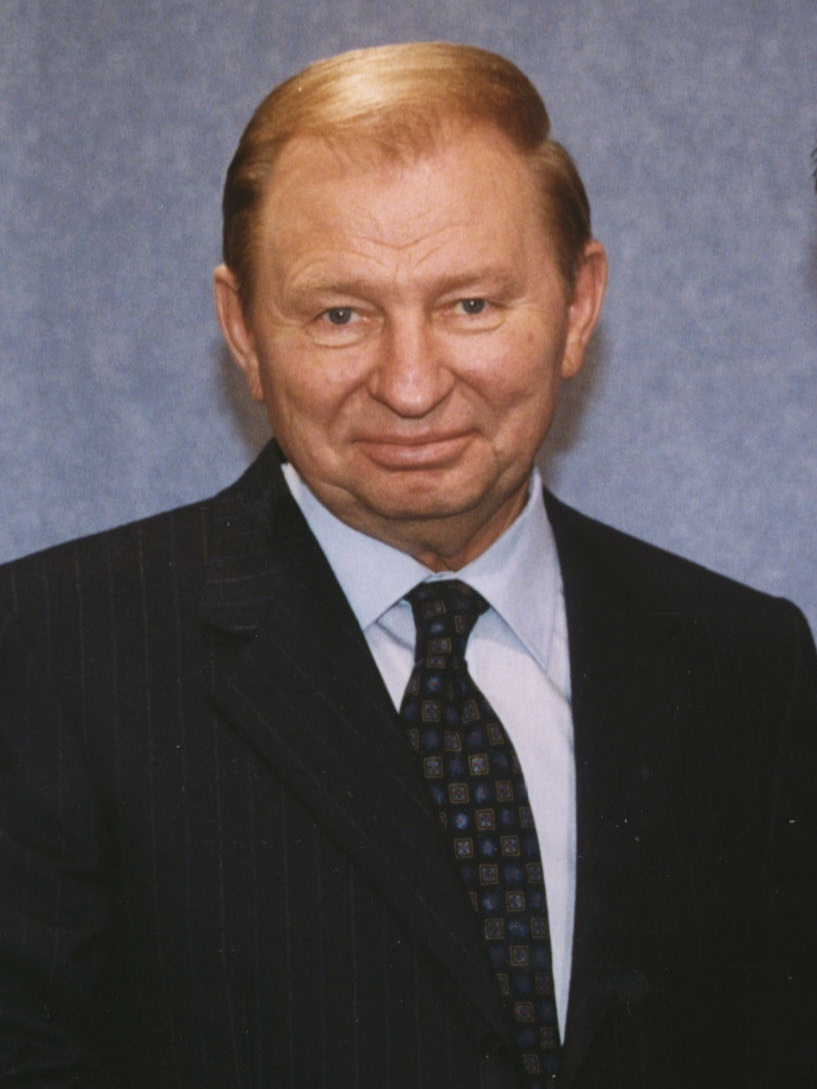
레오니드 쿠치마 대통령(1999년)

2002년 레오니드 쿠치마 대통령은 나토 가입을 공식적인 국가 목표로 지정하였다. 이에 미국은 우크라이나의 입장에 지지를 표하면서 나토 회원국이 되기 위하여 우크라이나 내 민주주의, 경제, 그리고 사회 개혁이 필요함을 피력하였다. 그러나 쿠치마 대통령 재임 시절 이러한 개혁 시도는 의미 있는 성과를 보여주지는 못하였다. 오렌지 혁명 이후 등장한 빅토르 유셴코 대통령도 우크라이나의 나토 가입을 우선 목표로 설정하였으나, 나토는 우크라이나의 가입 요구에 화답하지 않았다. 2008년 부쿠레슈티 정상회담에서 북대서양 조약 기구 회원국들은 우크라이나와 조지아가 회원국이 될 것이라는 것에 동의한다는 선언문을 발표하였다. 그러나 나토의 회원국 자격 행동 계획(MAP) 부여는 보류되었다.
 23.NATO welcomes Ukraine’s and Georgia’s Euro-Atlantic aspirations for membership in NATO.  We agreed today that these countries will become members of NATO.  Both nations have made valuable contributions to Alliance operations.
 
나토는 우크라이나와 조지아의 유로-대서양권 회원국 가입에 대한 열망을 환영합니다. 우리는 오늘 이 두 나라가 나토의 회원국이 될 것임을 합의했습니다. 양국은 동맹 작전에 있어서 귀중한 기여를 해왔습니다.
 — 《2008년 부쿠레슈티 정상회담 선언문》 2008년 4월 3일, 루마니아 부쿠레슈티
그러나 우크라이나의 나토 가입은 유센코 대통령이 재임에 실패하고, 우크라이나 총리이며 친러시아 성향인 빅토르 야누코비치가 당선되면서 나토 가입에 대한 반대로 선회하게 된다. 야누코비치 대통령은 국민들이 나토 가입에 부정적인 입장이라고 밝혔다.

### 2010년대
야누코비치 대통령의 반서방 및 친러시아 정책은 기존의 우크라이나 외교 정책에 있어서 커다란 변화를 가져오게 된다. 특히 야누코비치 대통령은 나토 가입과 별개인 유럽 연합과 경제 협력에 있어서도 중단을 선언하게 된다. 특히 유럽 연합 제휴 협정 체결에 대한 협상 중단은 대표적인 결과였다. 결국 이러한 야누코비치 대통령의 행위들로 인해 유로마이단 사태가 발생하고, 야누코비치 대통령이 탄핵되었다. 이후 등장한 페트로 포로셴코 대통령은 친서방 성향의 노선을 걷게 된다. 
그러나 유로마이단 발생 이후 도네츠크와 루한스크 지역에서 친러시아 성향의 주민들이 유로마이단 및 2014년 대통령 선거에 반발하며 반란을 일으켰고, 이는 더 나아가 2014년 우크라이나 친러시아 분쟁으로 이어지게 된다. 상황은 우크라이나에게 더 악화되며, 러시아의 크림반도 점령이 일어났다. 2014년 러시아는 크림 반도 합병 당시 우크라이나의 나토 가입으로 인하여 러시아의 국가 안보와 이익이 침해되었다고 주장하였다.

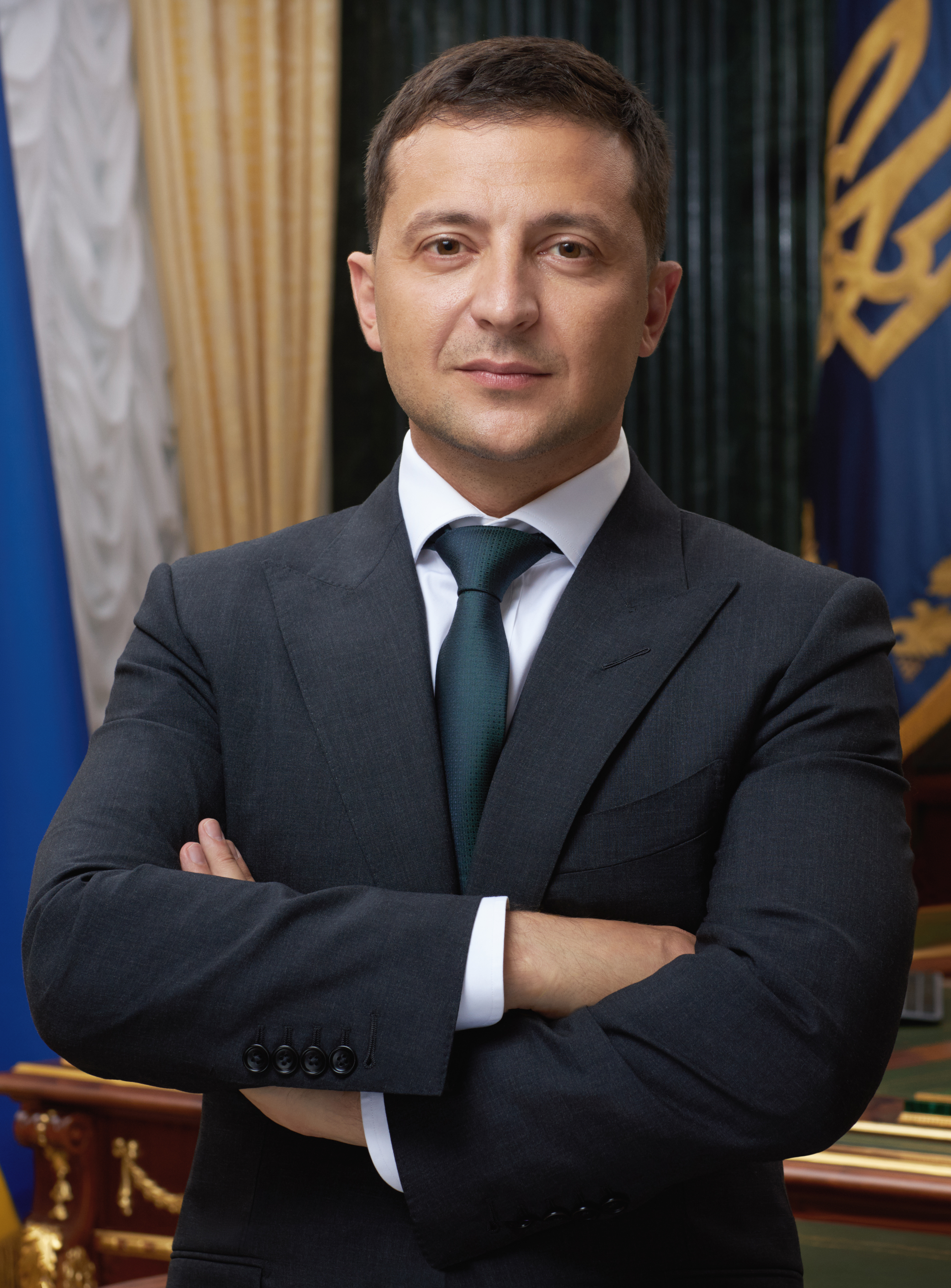
볼로미디르 젤렌스키 대통령(2019년)

2014년에 포로셴코 대통령은 나토와 협력 강화 선언을 발표하고, 2015년부터 나토의 군대와 우크라이나 영토 내외에서 합동 훈련을 시작하게 된다. 2015년 타스 통신은 우크라이나가 나토 회원국이 되기 위해서는 7년 정도의 시간이 필요할 것이라고 보도하였다. 2017년에는 우크라이나는 헌법을 개정하며, 나토 가입을 국가 전략 목표로 명시하였다. 볼로디미르 젤렌스키가 취임하고, 2019년에는 나토와 유럽 연합 가입을 헌법에 명시하며 법적 근거를 한 단계 더 강화하였다.

### 2020년대
2020년에는 우크라이나는 나토와 확대된 기회의 파트너(EOP) 지위를 부여받았다. 2021년 11월, 러시아는 우크라이나가 나토를 가입을 허용할 경우 레드라인을 넘게 될 것이라고 경고하였다. 2022년에는 젤렌스키 대통령은 나토 가입을 공식적으로 신청한다. 2023년에는 우크라이나에 대하여 나토의 회원국 자격 행동 계획(MAP)을 면제하며, NATO-우크라이나 이사회 설립하였다. 2025년에는 젤렌스키 대통령은 우크라이나가 나토를 가입하면 즉시 사임하겠다고 밝혔다.

## 같이 보기
- 북대서양 조약 기구의 대외 관계
- 우크라이나의 대외 관계
- 러시아-우크라이나 전쟁
  - 돈바스 전쟁
  - 2014년 크림 위기
  - 2014년 우크라이나 친러시아 분쟁
  - 2022년 러시아-우크라이나 전쟁